# Francesco Antonio Cavalcanti
Francesco Antonio Cavalcanti (Caccuri, 22 ottobre 1695 – Cosenza, 7 gennaio 1748) è stato un arcivescovo cattolico italiano.

## Biografia
Francesco Antonio Cavalcanti nacque a Caccuri il 22 ottobre 1695 da una nobile famiglia cosentina originaria della Toscana. Entrò nell'Ordine dei Chierici regolari teatini il 17 novembre 1711, professando solennemente i propri voti e ricevendo l'ordinazione presbiterale il 17 dicembre 1718 nel convento dei Santi Apostoli a Napoli.
Per lungo tempo lettore per conto dei cardinali Giuseppe Firrao, Giovanni Battista Spinola e Marcello Passari, fu anche consultore della Congregazione per le indulgenze e le sacre reliquie nonché, dal 12 maggio 1739, qualificatore del Sant'Uffizio. Nel 1740 divenne preposito generale dell'Ordine teatino; in precedenza ne fu vicepreposito presso la Casa di San Silvestro a Montecavallo.
Il 20 maggio 1743 papa Benedetto XIV lo nominò arcivescovo di Cosenza; ricevette l'ordinazione episcopale il successivo 2 giugno dal cardinale Antonio Saverio Gentili e dai co-consacranti Ferdinando Maria de' Rossi, arcivescovo titolare di Tarso, e Giovanni Andrea Tria, arcivescovo titolare di Tiro.
L'8 giugno 1743 ricevette la nomina ad assistente al Soglio Pontificio.
Il 17 dicembre 1743 ricevette il permesso della Santa Sede di procedere alla vendita di alcuni beni della mensa allo scopo di ottenere dei fondi per il restauro della cattedrale e del palazzo arcivescovile di Cosenza.
Cavalcanti si spense a Cosenza il 7 gennaio 1748.

## Genealogia episcopale
La genealogia episcopale è:
- Cardinale Scipione Rebiba
- Cardinale Giulio Antonio Santori
- Cardinale Girolamo Bernerio, O.P.
- Arcivescovo Galeazzo Sanvitale
- Cardinale Ludovico Ludovisi
- Cardinale Luigi Caetani
- Cardinale Ulderico Carpegna
- Cardinale Paluzzo Paluzzi Altieri degli Albertoni
- Papa Benedetto XIII
- Cardinale Antonio Saverio Gentili
- Arcivescovo Francesco Antonio Cavalcanti, C.R.

## Curiosità
- Conobbe personalmente l'avventuriero veneziano Giacomo Casanova[2].